# Zeta Hydrae
Zeta Hydrae (16 Hydrae) é uma estrela na direção da constelação de Hydra. Possui uma ascensão reta de 08h 55m 23.68s e uma declinação de +05° 56′ 43.9″. Sua magnitude aparente é igual a 3.11. Considerando sua distância de 151 anos-luz em relação à Terra, sua magnitude absoluta é igual a −0.21. Pertence à classe espectral G8III-IV. Também conhecida como Hydrobius, é visível a olho nu.
A idade aproximada de Zeta Hydrae é de 370 milhões de anos, e a temperatura é de aproximadamente 4.707 Kelvin.